# IPhone SE
Az iPhone SE (Special Edition, magyarul: Különleges kiadás) az Apple Inc. okostelefonja, amely az iPhone kilencedik generációjának része az iPhone 6S mellett. 2016. március 21-én jelentették be az Apple ügyvezető Greg Joswiak, az Apple Campus városháza előadótermében, amely március 24-én kezdődő előrendeléssel és 2016. március 31-én jelent meg.
Az iPhone SE kapacitása 64 GiB, 128 GiB illetve 256 GiB.

## Történelme
2016-ban az Apple bemutatta az iPhone SE-t, mely kisebb méretet kedvelő felhasználóknak készült. Népszerűsége ellenére az Apple kivonta a terméket, ami aggodalmakat váltott ki a kisebb piaci szegmens figyelmen kívül hagyása miatt. Néhány felhasználó fájdalmat tapasztalt a nagyobb telefonok használatakor, és kisebb opciókat követelt. 2019-ben az SE rövid ideig visszatért akciós tételként, de a készlet hamar elfogyott. 2020-ban az Apple kiadta a második generációs iPhone SE-t, amelynek képernyője már 4,7 hüvelykes volt, ezzel lezárva a 4 hüvelykes képernyők korszakát.

## Specifikáció
- Retina HD-kijelző
- 4,7 hüvelykes képátlójú, széles formátumú Multi-Touch LCD‑kijelző IPS‑technológiával
- 1334 x 750 képpontos felbontás, 326 ppi képpontsűrűség
- 1400:1 kontrasztarány (tipikus)
- True Tone kijelző
- Széles színtartományú kijelző (P3)
- Haptikus érintés
- 625 nites maximális fényerő (tipikus)
- Ujjlenyomatok ellen védő, zsírtaszító bevonat
- Kijelző tartalmának nagyítása   Por-, csepp- és vízállóság3
  - Az IEC 60529-es szabvány szerint IP67‑es besorolású (legfeljebb 1 méteres mélységig és legfeljebb 30 percig meríthető vízbe)  Kamera
    - 12 megapixeles széles látószögű kamera
    - ƒ/1,8-as fényrekesz
    - Akár ötszörös digitális zoom
    - Portré mód továbbfejlesztett bokeh effekttel és mélységállítással
    - Portrémegvilágítás hat effekttel (Természetes fény, Stúdiófény, Kontúrfény, Színpadi fény, Monó színpadi fény, Monó high-key fény)
    - Optikai képstabilizálás
    - Hattagú objektív
    - LED-es True Tone vaku lassított szinkronizálással
    - Panorámaképek (akár 63 megapixeles felbontásban
      - Zafírkristály objektívvédő
      - Automatikus élességállítás Focus Pixels technológiával
      - Széles skálájú színrögzítés fotókhoz és Live Photo képekhez
      - Új generációs Smart HDR fényképezéshez
      - Fejlett vörösszem-korrekció
      - Automatikus képstabilizálás
      - Sorozatfelvételek
      - Fényképek geocímkézése
      - Rögzítési képformátumok: HEIF és JPEG  Touch ID
        - A Főgombba épített ujjlenyomat-érzékelő

## Dizájn
Az iPhone SE külső dizájnja szinte azonos az iPhone 5 és 5S modellekével, kivéve a matt-csiszolt éleket és a mélyedéssel ellátott rozsdamentes acél hátlapot az Apple logóval. Az iPhone SE ugyanazokat a méreteket és dimenziókat osztja meg, így az 5 és 5S modellekhez tervezett tokok is megfelelőek az iPhone SE-hez. Az iPhone SE elérhető volt az űrszürke, ezüst, arany és rózsaarany színekben.

## Hardver
Az iPhone SE az Apple A9 chipet és M9 mozgásérzékelőt használ, támogatja az Apple Payt. 16 GB vagy 64 GB tárhellyel jelent meg, 12 MP-es hátlapi kamerával, 4K videórögzítéssel, de nincs optikai képstabilizáció vagy 3D Touch. 2017-ben 32 GB vagy 128 GB tárhellyel adták ki.

## Szoftver
Az iPhone SE eredetileg iOS 9.3-mal került forgalomba, támogatva az iPhone 6-hoz és 6S-hez exkluzív funkciókat, mint az Apple Pay, Live Photos, Retina Flash és a mindig aktív Siri hangfelismerés. Az SE kompatibilis az iOS 15-tel is. Az WWDC 2019 Keynote alatt az Apple bejelentette, hogy az iPhone SE, 6S és 6S Plus támogatni fogja az iOS 13 főbb funkcióit, beleértve az új sötét módot és az Alacsony adatforgalom módot. Az iPhone SE, az iPhone 6S és a 6S Plus az iOS 13, iOS 14 és iOS 15 legöregebb támogatott modellek. Nem támogatja az iOS 16-ot.

## A fogadtatás
Az iPhone SE-t az Apple köszönettel fogadta, mivel kiváló választásnak tartották a kisebb méretű készülékek között, kiemelve az akkumulátor élettartamát és a fejhallgató csatlakozót. A Verge úgy vélekedett, hogy a SE jelentős fejlesztésen ment keresztül, jó akkumulátor-élettartammal és jól megtervezett kivitellel. A TechCrunch szerint ez "a legjobb telefon", különösen azoknak, akik kisebb készüléket keresnek. A GSMArena szerint az SE kiegyensúlyozott volt a méret, költség és teljesítmény tekintetében, és segített az Apple-nek túlszárnyalni az eladási várakozásokat. A Tom's Guide is dicsérte az SE-t, amiért megfizethető és kényelmesen használható készülék, és kiemelte a fejhallgató csatlakozóval való előnyét. A Next Web pedig a legjobbnak tartotta az SE megjelenését.

## Fordítás
Ez a szócikk részben vagy egészben  az   iPhone SE (1st generation) című angol Wikipédia-szócikk ezen változatának fordításán alapul.  Az eredeti cikk szerkesztőit annak laptörténete sorolja fel. Ez a jelzés csupán a megfogalmazás eredetét és a szerzői jogokat jelzi, nem szolgál a cikkben szereplő információk forrásmegjelöléseként.